# The Mayan Factor
I The Mayan Factor sono un gruppo musicale alternative rock statunitense formatosi a Baltimora nel 2002 e scioltosi nel 2011 a causa della morte prematura del frontman Ray Schuler, avvenuta il 8 febbraio di quell'anno.

## Formazione
- Ray Schuler - voce, chitarra
- Brian Scott: - chitarra, cori
- Matt Toronto: - drums
- Kevin Baker: - basso
- Chuck Jacobs: - percussioni, cori
- Dan Angermaier - drums
- Lenny Cersozie Jr. - voce chitarra

## Discografia

### Album in studio
- 2003 - In Lake' ch
- 2005 - 44
- 2012 - Yesterday's Son

### EP
- 2006 - Heaven & Hell

### Dal vivo
- 2007 - Live at Fletchers